# 熊宇杰
熊宇杰（1979年7月—），江西吉安人，中国科学技术大学讲席教授，安徽师范大学党委副书记、常务副校长（正厅级）。

## 生平
1996年进入中国科学技术大学少年班学习，2000年获学士学位。2004年于中国科学技术大学获博士学位，师从谢毅院士。先后在美国华盛顿大学、伊利诺伊大学香槟分校、华盛顿大学圣路易斯分校访问研究。2011年回到中国科学技术大学任教授，历任合肥微尺度物质科学国家研究中心纳米催化与能量转化研究部主任，中国科学技术大学应用化学系执行主任兼党总支书记，中国科学技术大学应用化学与工程学院副院长（兼任），中国科学技术大学化学与材料科学学院副院长。2021年6月，调任安徽师范大学党委常委、副校长。2024年3月，任安徽师范大学党委副书记、常务副校长（正厅级）。

## 学术贡献
主要从事光/电催化系统的精准定制研究。主持国家自然科学基金重点项目、国家杰出青年科学基金项目、国家重点研发计划专项项目等课题十余项，在Nat. Commun.、PNAS、J. Am. Chem. Soc.、Angew. Chem. Int. Ed.、Adv. Mater.、Chem. Rev.等期刊发表论文260余篇。入选科睿唯安全球高被引科学家榜单（交叉科学、化学）、全球前2%顶尖科学家榜单（材料科学与能源技术）、爱思唯尔中国高被引学者榜单（化学）。

## 社会兼职
中国可再生能源学会光化学专业委员会副主任，中国感光学会光催化专业委员会副主任，中国化学会青年化学工作者委员会副主任（2018-2022），中国材料研究学会超材料分会常务理事（2018-2022），ACS Materials Letters副主编]。

## 奖项和荣誉
- 2006年，获全国百篇优秀博士学位论文提名奖
- 2012年，获国家自然科学二等奖（第三完成人）
- 2013年，获中国化学会青年化学奖
- 2014年，获首届中国化学会纳米化学新锐奖、香港求是科技基金会杰出青年学者奖
- 2017年，入选英国皇家化学会会士
- 2018年，入选教育部长江学者特聘教授、国家“万人计划”科技创新领军人才
- 2021年，获安徽省自然科学一等奖（第一完成人）
- 2022年，当选东盟工程与技术科学院外籍院士、新加坡国家化学会会士
- 2024年，当选欧洲科学院外籍院士